# Klokotnitsa
Klokotnitsa (bulgariska: Клокотница) är ett distrikt i Bulgarien.   Det ligger i kommunen Obsjtina Chaskovo och regionen Chaskovo, i den centrala delen av landet, 200 km öster om huvudstaden Sofia.
Trakten runt Klokotnitsa består till största delen av jordbruksmark. Runt Klokotnitsa är det ganska tätbefolkat, med 129 invånare per kvadratkilometer.